# Kim Dickens
Kimberly Jan Dickens (Huntsville (Alabama), 18 juni 1965), beter bekend als Kim Dickens, is een Amerikaans actrice. Ze speelde in diverse films en televisieseries, waaronder House of Cards, Fear the Walking Dead en Miss Peregrine's Home for Peculiar Children.

## Filmografie

### Film
- 1995: Palookaville, als Laurie
- 1997: Truth or Consequences, N.M., als Addy Monroe
- 1998: Zero Effect, als Gloria Sullivan
- 1998: Mercury Rising, als Stacey
- 1999: The White River Kids, als Apple Lisa
- 2000: Commited, als Jenny
- 2000: Hollow Man, als Sarah Kennedy
- 2000: The Gift, als Linda
- 2001: Things Behind the Sun, als Sherry
- 2003: House of Sand and Fog, als Carol Burdon
- 2004: Goodnight, Joseph Parker, als Muriel
- 2005: Thank You for Smoking, als Jill Naylor
- 2006: Wild Tigers I Have Known, als de raadgever
- 2007: Waiting, als Johns vrouw
- 2008: Red, als Carrie
- 2009: One Way to Valhalla, als Jenny
- 2009: The Blind Side, als Mrs. Boswell
- 2011: Footloose, als Lulu Warnicker
- 2012: At Any Price, als Irene Whipple
- 2014: Gone Girl, als Detective Rhonda Boney
- 2016: Miss Peregrine's Home for Peculiar Children, als Maryann Portman
- 2018: Lizzie, als Emma Borden
- 2019: The Highwaymen, als Gladys Hamer
- 2021: Land, als Emma
- 2022: The In Between, als Vickie
- 2022: The Good Nurse, als Linda Garran

### Televisie
- 1996: Swift Justice, als Annie Peters
- 1996: Voice from the Grave, als Terry Deveroux
- 1996: Two Mothers for Zachary, als Nancy
- 1997: Spin City, als Veronica
- 1997: Heart Full of Rain, als Susan Doyle
- 2001: Big Apple, als Sarah Day
- 2003: Out of Order, als Danni
- 2004-2006: Deadwood, als Joanie Stubbs
- 2006: Numb3rs, als Crystal Hoyle
- 2006-2009: Lost, als Cassidy Phillips
- 2008: 12 Miles of Bad Road, als Jonelle Shakespeare
- 2008: 1%, als Rhonda
- 2008-2009: Friday Night Lights, als Shelby Saracen
- 2009: FlashForward, als Kate Stark
- 2010: Reviving Ophelia, als Le Anne
- 2010-2013: Treme, als Janette Desautel
- 2013: Second Sight, als Samantha Wilde
- 2013-2014: Sons of Anarchy, als Colette Jane
- 2013: White Collar, als Jill
- 2014: Red Zone, als Helen Weller
- 2015-2017: House of Cards, als Kate Baldwin
- 2015-2018, 2022-2023: Fear the Walking Dead, als Madison Clark
- 2019: Deadwood: The Movie, als Joanie Stubbs
- 2020: Briarpatch, als Briarpatch